# Рашчлањивач
Рашчлањивач (енгл. parser) је рачунарски програм или компонента рачунарског програма која анализира неки садржај тако што утврђује хијерархију међу елементима. 
Рецимо да у некој датотеци врсте XML постоји следећа ниска: 
"<osoba> <ime>Петар</ime> <prezime>Петровић</prezime> <email>petar.petrovic@transmeta.com</email> </osoba>". 
Из ове, за програм неразумљиве ниске знакова, одговарајући рашчлањивач ће да издвоји име (Петар), презиме (Петровић) и еадресу (petar.petrovic@transmeta.com) и после ће са тиме програм даље моћи да нешто ради (нпр. да пошаље е-пошту Петру Петровићу).
Рашчлањивачи генерално долазе из окружења за програмирање (делови компилатора), и такође су нешто што програмери морају да направе.